# لودویک مورتلمانس
لودویک مورتلمانس (انگلیسی: Lodewijk Mortelmans؛ ۵ فوریه ۱۸۶۸ – ۲۴ ژوئن ۱۹۵۲) رهبر (موسیقی)، آهنگساز، و استاد دانشگاه اهل بلژیک بود.